# 松本圭未
松本 圭未（まつもと たまみ、1964年〈昭和39年〉8月12日 - ）は、日本の女優。所属事務所はジェイ・クリップ。身長は165センチメートル。血液型はB型。

## 出演

### テレビ番組
- コンピューター・ナウ（NHK）

### テレビドラマ
- 可愛いだけじゃダメかしら? 第9話（1999年3月8日、テレビ朝日）
- 貯まる女（2000年1月12日 - 3月15日、テレビ東京系） - 大場美里 役
- 果つる底なき（2000年2月11日、フジテレビ系） - 青木扶佐子 役
- 天国のダイスケへ〜箱根駅伝が結んだ絆〜（2003年1月2日、日本テレビ）
- 僕の生きる道（2003年、フジテレビ系）
- エースをねらえ!（2004年、テレビ朝日） - 緑川蘭子の母 役
- 相棒 Season2（2004年） - 船村エリ 役
- いい女（2006年10月 - 12月、TBS系） - 松原千波 役
- 月曜ゴールデン「万引きGメン・二階堂雪15 熟年離婚」（2007年5月7日、TBS） - 山崎直子 役
- 鬼嫁日記 いい湯だな（2007年、関西テレビ・フジテレビ系） - 西田佳恵 役
- 金曜プレステージ
  - 「名司会者・寿鶴子 殺人スピーチ3」（2007年） - 徳丸直美 役
  - 「岡部警部シリーズ2 多摩湖畔殺人事件」（2007年8月31日、フジテレビ系） - 小坂泰江 役
- 水曜ミステリー9「去りゆく日に」（2009年2月25日、テレビ東京系） - 磯貝 役
- 命のバトン〜最高の人生の終わり方（2009年6月24日 - 6月25日、テレビ東京系）
- 金曜プレステージ「ドクター小石の事件カルテ6 異物」（2009年11月6日、フジテレビ系） - 井坂塔子 役
- 金曜プレステージ「十津川刑事の肖像2 一千三百万人誘拐事件」（2010年6月4日、フジテレビ系） - 松嶋看護師 役
- 校則アイドル～淑女の学園～（2017年9月3日、MBS） - 理事長・淑川聖子 役[4]
- おいハンサム!! 第4話（2022年1月29日、東海テレビ・フジテレビ） - バーのママ 役[5]
- 特捜9 season5 第11話（2022年6月15日、テレビ朝日） - 香野留美子 役
- 愛の、がっこう。 第3話（2025年7月24日、フジテレビ） - 川原依子 役[6]

### 映画
- 稲村ジェーン （1990年公開、東宝）
- 波の数だけ抱きしめて （1991年公開、東宝）
- 踊る大捜査線 THE MOVIE 2 レインボーブリッジを封鎖せよ! （2003年公開、東宝） - 女性刑事 役
- 亡国のイージス （2005年公開、松竹）
- カイジ 人生逆転ゲーム  （2009年公開、東宝）
- Cheerfu11y （2011年公開、ビックバード） - 石川恭子 役
- THE NEXT GENERATION -パトレイバー-（2014年公開、松竹）
- 血ぃともだち（2019年製作、2022年2月5日公開） - 血祭血比呂 役

### CM
- 理研 ワカメスープ 扇子を使った日舞編（1989年頃）
- サントリー C.C.レモン
  - 「家族篇」（2006年）
  - 「海水浴篇」（2006年）
- 東武鉄道 スペーシア
  - 「幼なじみ篇」（2008年）
- 味の素 MyAJI宣言
  - 「小栗流豪快ゴーヤチャンプルー篇」（2008年）
  - 「小栗流情熱ハンバーグ篇」（2008年）
- 富士フイルム企業広告「世界は、ひとつずつ変えることができる。」
  - 「町のお医者さん」篇（2009年）
- アリナミン製薬 ビオスリー（2021年 - ） - 母親 役[1]

### 舞台
- ミュージカル「美少女戦士セーラームーン」（1997年7月 - 1998年2月、サンシャイン劇場 他） - セーラーギャラクシア 役  ※2代目
- ミュージカル「少年隊ミュージカル PLAYZONE」（1998年 - 1999年）

## 声優活動

### 吹き替え
- ミッキーとのび太（アニメ）2003年〜

### ブルーレイとDVD
2015年
- 東京ディズニーリゾート ドリームフォースマイルII《ダイジェスト版》スペシャルイベント編　ショー&パレード編（ブルーレイ／DVD、2015年2月4日発売）（松本圭未）

### ディスコグラフィー
- クイーンエメラルダス(OVAクイーンエメラルダス主題歌)

作詞：冬杜花代子、作曲：田辺智沙、編曲：戸塚修
- SILENT SONG(OVAクイーンエメラルダスエンディング)

作詞：冬杜花代子、作曲・編曲：大内義昭